# Hinrich Storch

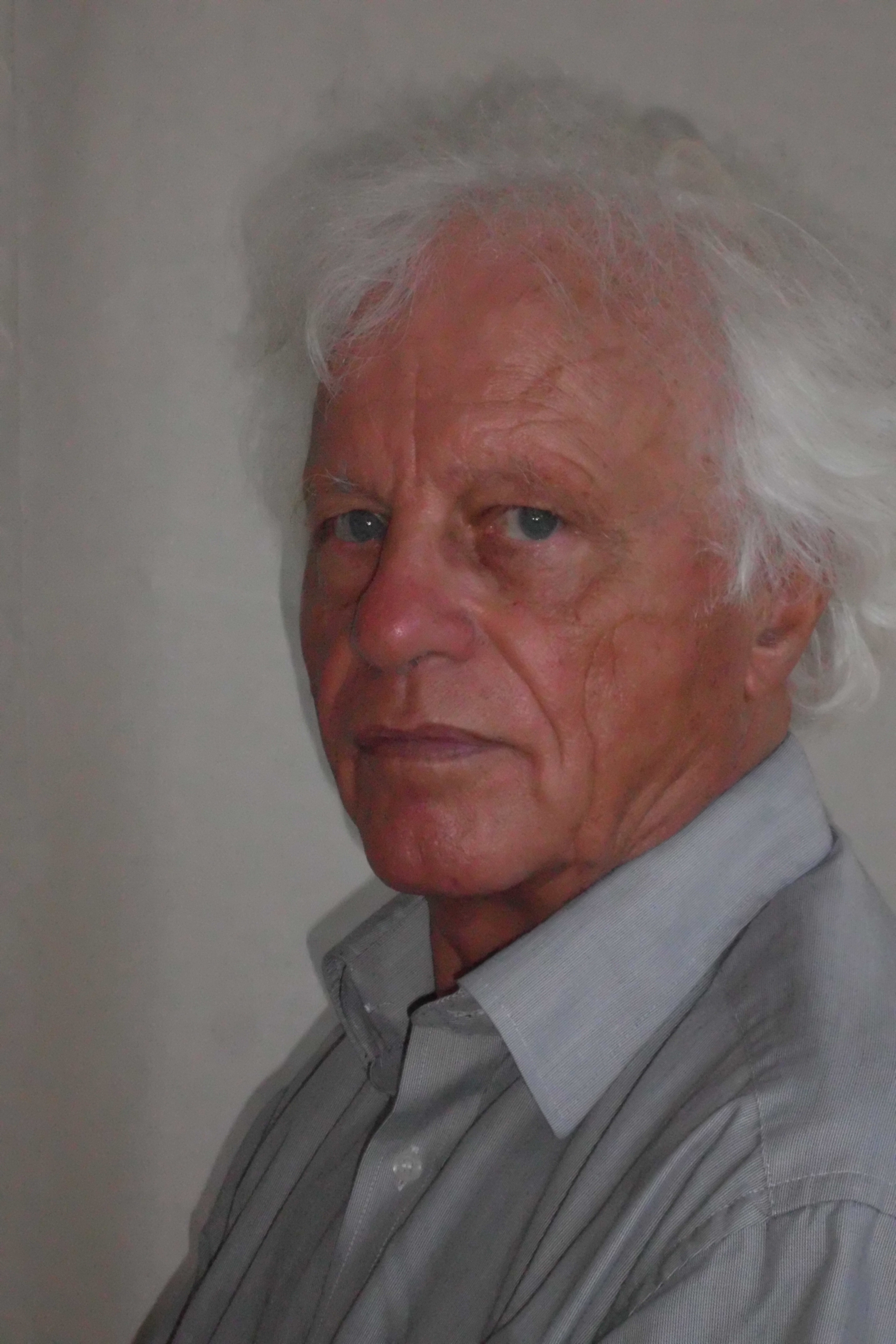
Hinrich Storch (2014)

Hinrich Storch (* 12. September 1933 in Berlin) ist ein deutscher Architekt, Mitbegründer des Architekturbüros Storch Ehlers Partner und Kunstmaler.

## Leben
Geboren 1933 als Spross einer Künstlerfamilie in dritter Generation, Enkel des Malers Karl Storch dem Älteren und Sohn des Karl Storch dem Jüngeren, fertigte Hinrich Storch als fünfjähriger Knabe erste Zeichnungen von Tieren im Berliner Zoo. Am Ende des Zweiten Weltkrieges war Storch zwölf Jahre alt: „Ich weiß, wie der Staub nach einem Bombentreffer schmeckt“, äußerte er mehr als ein halbes Jahrhundert später in einem Interview in Bezug auf sein kontrastreiches Gemälde der  Kriegsruine der Aegidienkirche in Hannover.
1945 floh seine Familie in den Geburtsort des Großvaters, nach Bad Segeberg. Dort auf dem Lande besuchte Storch zunächst die Dorfschule Warder, dann die Dahlmannschule in Bad Segeberg und ab 1948 schließlich die Internatsoberschule Schloß Plön, wo er unter anderem Freihandzeichnungen von Landschaften und Architektur fertigte sowie Baum- und Tierstudien.
Nach seinem Abitur in Plön 1955 begann Hinrich Storch das Studium der Architektur an der Universität Braunschweig, studierte parallel dazu Modellieren und Aktzeichnen bei Kurt Edzard sowie Freihandzeichnen bei Daniel Thulesius.
2006 trat Storch der Berliner Gruppe des Künstlersonderbundes in Deutschland (KSB) bei.
2011 trat Hinrich Storch dem Hannoverschen Künstlerverein bei, schied aus der aktiven Teilhabe des von ihm mitgegründeten Architekturbüros aus. Zeichnen und Malen wurde nun Mittelpunkt seines schöpferischen Schaffens. Seine Werke präsentierte er unter anderem in seinen privaten Räumen in der Straße Kleiner Hillen.

## Ausstellungen
- 1982: Drei Generationen Storch, Gotische Halle im Schloss Celle, Celle[3]
- 1984: Jubiläumsausstellung mit Architekturzeichnungen und Gemälden in den Räumlichkeiten des Architekturbüros anlässlich des 20-jährigen Bestehens[3]
- 1985: Gemeinschaftsausstellung Bauten und Bilder mit Walter Ehlers im Gebäude des Landkreises Hannover[3]
- 2008:
  - Teilnahme an der Jahresausstellung Lebensspuren des KSB in Coburg sowie auf der Burg Beeskow[3]
  - Ausstellung Natur Phantasiert
    - in der Kunsthalle Villa Flath, Bad Segeberg;[3]
    - Mindener Museum[3]
- 2010:
  - Poesie der Dinge im Speicher am Burgmannshof, Lübbecke[3]
  - mit einigen Arbeiten vertreten in der Jubiläumsausstellung zum 20jährgen Bestehen des KSB in den Uferhallen, Berlin[3]
- 2012: Exponate auf der Jahresausstellung des Künstlersonderbundes Berlin in den Uferhallen, Berlin[3]
- 2012/2013: Einzelausstellung Malerei und Zeichnungen[3] im Gebäude der Deutschen Bank in Hannover[2]
  - 2013/2014: Ausstellung von Skizzenbüchern und Bildern im Hannoverschen Künstlerverein, Künstlerhaus, Hannover[3]
  - Hinrich Storch – Bilder und Bauten, Einzelausstellung im Haus der Architekten, Dresden[3]